# Битка при Мариняно
Битката при Мариняно (Marignano) е част от Италианските войни. Тя се състои югоизточно от Милано (днешното име на градчето е Меленяно, на 15 км) на 13 и 14 септември 1515 г. Току-що възкачилият се френски крал Франсоа I разбива швейцарската пехота и окупира Миланското херцогство.

## Ново френско нашествие в Милано
Френските претенции към Милано датират от времето на Луи XII, наследник на стария управляващ род Висконти. Луи два пъти напада херцогството и известно време го владее, но през 1513 г. войските му са изгонени от швейцарците. Те побеждават при Новара и нахлуват в Бургундия. Притисната отвсякъде, Франция е принудена да се откупи. С мирния договор Луи ХІІ се отказва от намеренията да направи богатото херцогство част от кралството си.
Когато на 1 януари 1515 г. Франсоа І го наследява на престола, амбициите се появяват отново. Кралят се развихря в дипломацията, осигурява неутралитета на Свещена Римска империя и Англия, подкрепата на Савоя и Генуа и военното сътрудничество на Венеция. Той лично застава начело на армията, оставяйки майка си Луиз Савойска като регент. Най-силната част от армията е артилерията – 60 големи и близо 200 леки оръдия, обслужвани от 2500 войници. Кралят води със себе си 22 000 германски наемници, от които 17 000 ландскнехти, докато французите са само 16 000. Конницата е малобройна (1700 души), но добре обучена. С обща численост от близо 39 000 войници, това е най-голямата армия довеждана през този период в Италия. С нея е и прочулият се вече рицар Пиер дьо Баяр.

## Ход на битката
Швейцарците, 35 000 на брой, се разполагат при Суза и Пинероло, на традиционните френски маршрути през Алпите. През август 1515 г. французите потеглят и скоро се разделят на множество отряди, използвайки поне шест прохода. Някои от тях минават далеч на юг, през Ларш и Вар, заобикаляйки швейцарските позиции. Такава маневра се предприема за първи път и принуждава швейцарците да се оттеглят. Френските сили се събират безпрепятствено в Торино, столицата на Карло ІІІ Савойски, братовчед на краля. След това с изненадваща бързина достигат околностите на Милано.
Швейцарците разбират, че са надхитрени. Франсоа им предлага да се оттеглят и да изоставят своя съюзник Масимилиано Сфорца – херцога на Милано, когото те са поставили. 12 000 от тях приемат и си заминават. Останалите обаче решават да го защитават и заемат позиции при Мариняно. Междувременно позицията на император Максимилиан I се обръща против французите. За да избегне продължаващо разпадане на швейцарската армия, на 13 септември кардинал Матиас Шинер (негов представител) алармира швейцарците, че французите нападат. Така той предизвиква сблъсък, който бързо се разраства и обхваща целите армии. Но тъй като е вече следобед, битката не стига до завършек в този ден. Тя продължава на сутринта със същото ожесточение.
На 14 септември французите се групират около артилерийските си установки. Швейцарците, въпреки отстъплението в брой на хората, атакуват първи. Атаката е лошо координирана и прочутите копиеносци не успяват да се справят с нападенията на вражеската конница. Редиците им оредяват от ожесточения огън. Оказва се, че методите им са остарели – те използват копия и арбалети срещу оръдия и аркебузи. Самият крал Франсоа провежда няколко яростни контраатаки. В разгара на сражението, около 11 ч., внезапно се появяват венециански подкрепления, начело с опитния генерал Бартоломео Алвиано. Обезкуражените швейцарци предприемат отстъпление, а французите не ги преследват.

## Резултати
Данните за загиналите в битките от този период винаги са несигурни поради абсурдните твърдения на участниците. Франсоа заявява например, че са избити 22 000 швейцарци срещу 4000 французи. Ясно е, че съотношението е по-барансирано. Някои днешни източници го пресмятат на 6000 срещу 5000 в полза на швейцарците. Повечето все пак се въздържат от цифри.
Още италианският кондотиер и маршал на Франция Джакомо Тривулцио, който участва в битката, е впечатлен от нейните мащаби. Той я нарича „битка на гиганти, в сравнение с която другите битки са като детска игра“. На следващия ден Франсоа влиза тържествено в Милано и се обявява за негов херцог. Той остава такъв, докато не изгубва херцогството през 1521 г. Масимилиано Сфорца бяга в замъка Каравале, където е обсаден и се предава на 4 октомври. Отведен е във Франция и умира през 1530 г. в плен.
Мариняно е личен триумф на краля. Той показва смелост и пълководчески умения от завидна величина. След битката получава рицарско звание от легендарния френски рицар-герой Баяр.
Тази битка поставя началото на дълга серия войни, познати като Войни между Хабсбурги и Валоа, защото нарасналата мощ на Франция веднага събужда ревността на империята и Испания (а те от 1516 г. са под властта на Хабсбургския род). В тях Франсоа често търпи поражения, но като цяло Франция се утвърждава като ключова велика сила.
За Швейцария това е последната битка, в която тя опитва да контролира събитията в региона. Оттогава преминава към политиката си на неутралитет, поддържана и до днес. "След поражението [при Мариняно] те си дават сметка, че са добри войници, но алебардите им не могат да съперничат на артилерията“, коментира английският професор Клайв Чърч. „Така престават да се намесват в най-големите конфликти в Европа“. На 7 ноември осем кантона подписват Женевския мир с Франция – официалното начало на швейцарския неутралитет.